# Under Your Spell (musikalbum)
Under Your Spell är det andra soloalbumet av Evan, och utkom 2006. Titelspåret tävlade han med i Melodifestivalen 2006, låten kom på åttonde och sista plats i deltävlingen i Göteborg. Två andra låtar på albumet släpptes som singlar, The moment I miss you och Nobody else like you.

## Låtlista
1. Turn The Lights Down Low
2. Under Your Spell
3. Nobody Else Like You
4. The Moment I Miss You
5. Dance With Me
6. Afterglow
7. Calling For You
8. Tears
9. Time To Say Goodbye
10. With You
11. Amor vincit omnia

### Fotnoter
1. ↑  ”Svensk mediedatabas”. http://smdb.kb.se/catalog/id/002055771. Läst 5 september 2011.